# Волшебный пудинг (мультфильм)
«Волшебный пудинг» (англ. The Magic Pudding) — полнометражный анимационный музыкальный фильм 2000 года по мотивам одноимённой сказочной повести австралийского писателя и художника Нормана Линдси 1918 года. Совместное производство Австралии и Новой Зеландии. В озвучании фильма задействованы известные австралийские и британские актёры — Джеффри Раш, Джон Клиз, Хьюго Уивинг, Сэм Нил и др.
Фильм вышел в кинопрокат в Австралии 14 декабря 2000 года.

## Сюжет
У берегов Антарктиды терпит крушение корабль, его капитан Билл Барнакл и два члена экипажа, пингвин Сэм и вомбат Банкл, выбираются на лёд. Когда Банкл от голода готов наброситься на Сэма, лёд раскалывается и из него вылетает Альберт, волшебный говорящий пудинг, который предлагает всем его есть, потому что он никогда не кончается. Банкл пытается сбежать с пудингом, чтобы присвоить его себе, но айсберг под ним ломается, и он падает в воду. Решив, что их товарищ погиб, Билл и Сэм решают в дальнейшем защищать пудинг от воров.
Проходит несколько лет. Молодой коала Буньип, считавший себя сиротой, узнаёт от своего дядюшки, что его родители, исчезнувшие несколько лет назад, возможно, не погибли. Он отправляется на поиски родителей, по дороге знакомясь с Биллом и Сэмом, которые решают помочь ему. Тем временем владельцев пудинга преследуют два вора: как выясняется впоследствии, это племянник Банкла вомбат Уоткин и поссум Патрик. Сам Банкл, оказывается, не погиб, а живёт в подземелье, где у него множество рабов, и он все эти годы ищет пудинг, чтобы забрать его себе.
От бандикута, который куда-то тащит арбуз, Буньип узнаёт, что ответ на его вопрос о судьбе родителей знает сидящая на бревне лягушка. Когда он находит её, та говорит, что ему надо искать «там, где два эвкалипта встречаются, но стоят одиноко, там, где много воды, но всё сухо, как в пустыне». После очередной схватки с ворами и преследования сбежавшего пудинга друзья оказываются в месте, где растут два переплетённых эвкалипта, а дамба перекрывает воду. Компания отправляется вниз по долине, но воры открывают дамбу, и долину вместе с городом Тиралу затопляет поток воды. Буньип предлагает спасти затопленный город, наполнив пудингом мешки и выстроив из них заслон для воды. После этого благодарные жители устраивают праздник, а бандикут с арбузом рассказывает о судьбе родителей коалы: как оказалось, много лет назад их, в числе других животных, угнали в рабство в подземелье. Буньип решает, что его родители погибли, но Альберг смело прыгает вниз в пропасть.
Тем временем Банкл приказывает приготовить ему на ужин коал, которыми оказываются родители Буньипа. Когда их уже сажают в котёл, вниз спускается Альберт, предлагая Банклу есть его. За Альбертом в подземелье спускаются Буньип, Билл и Сэм. Банкл сажает воров за решётку к рабам, а сам отмечает воссоединение с пудингом. Чтобы не отдавать пудинг Банклу, Буньип предлагает Альберту превратиться в двойную порцию. Тот начинает разделяться на две части, которые вступают в перепалку. Банк же просит о том, чтобы ему дали «все пудинги в мире». Альберт расширяется и расширяется, Банкл падает ему в рот и Альберт выплёвывает его прямо в космос. Наконец, сам Альберт разлетается на миллионы кусков, а затем падает к ногам Билла и Сэма в свой исходной форме. Билл решает, что Альберт умер, и плачет, но его слёзы оживляют пудинг. Буньип находит родителей, и в эпилоге Билл, Сэм и коалы строят корабль на дереве и живут счастливо, лакомясь пудингом. В сцене после финальных титров показано, что улетевший Банкл в итоге падает на льдину в Антарктиде.

## Роли озвучивали
- Джеффри Раш — Буньип Блюгам, молодой коала
- Хьюго Уивинг — Билл Барнакл, старый моряк
- Сэм Нил — пингвин Сэм, помощник Билла
- Джон Клиз — Альберт, волшебный пудинг
- Джек Томпсон — Банкл, вомбат
- Мэри Кустас — мышь Джинджер, помощница Банкла
- Тони Коллетт — Мэг Блюгам, мать Буньипа
- Рой Биллинг — Том Блюгам, отец Буньипа

## История
Наследники Нормана Линдси долгое время выступали против экранизаций его книги, однако согласились предоставить права для съёмок мультфильма при условии, что снимать его будет австралийская компания, а вид персонажей не будет сильно изменён и сохранит австралийский колорит.
Бюджет фильма составил 12 млн австралийских долларов, что сделало его одним из наиболее дорогих фильмов Австралии того времени, хотя и было не такой большой суммой по сравнению с диснеевскими мультфильмами. Однако в прокате фильм не стал финансово успешным. Критики ругали фильм за слишком прямолинейный сюжет и отступление от оригинальной истории.